# Kopptjärnarna
Kopptjärnarna är en sjö i Umeå kommun i Västerbotten och ingår i Dalkarlsån-Sävaråns kustområde. Kopptjärnarna ligger i Holmöarna Natura 2000-område.